# Idrogeno-5
L'idrogeno-5 (simbolo 5H) è un isotopo dell'idrogeno altamente instabile. Il nucleo contiene un protone e quattro neutroni. È stato sintetizzato in laboratorio bombardando delle molecole di trizio con nuclei di trizio ad alta velocità. In questo esperimento, un nucleo di trizio cattura due neutroni dell'altro, e si viene a formare un nucleo con un protone e quattro neutroni. I protoni rimanenti possono essere individuati, e quindi dedotta l'esistenza dell'idrogeno-5. Questo isotopo decade tramite emissione di neutroni e ha un'emivita di almeno 9.1 × 10−22 secondi. La sua massa atomica è di 5.035311 ± 0.000107 uma.